# IC 651
IC 651 ist eine leuchtschwache Spiralgalaxie mit ausgedehnten Sternentstehungsgebieten vom Hubble-Typ SABm im Sternbild Sextant südlich der Ekliptik. Sie ist schätzungsweise 195 Millionen Lichtjahre von der Milchstraße entfernt und hat einen Durchmesser von etwa 45.000 Lichtjahren.
Die Supernova SN 2005cd wurde hier beobachtet.
Das Objekt wurde am 21. März 1893 vom französischen Astronomen Stéphane Javelle entdeckt.